# Barrington Tops
Barrington Tops är en bergstopp i Australien. Den ligger i kommunen Gloucester Shire och delstaten New South Wales, i den sydöstra delen av landet, omkring 210 kilometer norr om delstatshuvudstaden Sydney. Toppen på Barrington Tops är 872 meter över havet.
Trakten runt Barrington Tops är nära nog obefolkad, med mindre än två invånare per kvadratkilometer.. 
I omgivningarna runt Barrington Tops växer i huvudsak städsegrön lövskog. Genomsnittlig årsnederbörd är 1 497 millimeter. Den regnigaste månaden är februari, med i genomsnitt 277 mm nederbörd, och den torraste är oktober, med 32 mm nederbörd.